# Kościół Wszystkich Świętych w Kretkowie
Kościół Wszystkich Świętych w Kretkowie – rzymskokatolicki kościół parafialny należący do parafii pod tym samym wezwaniem (dekanat Żerków diecezji kaliskiej).

## Historia i architektura
Jest to świątynia wzniesiona na przełomie XVIII/XIX wieku i ufundowana przez Józefa Skórzewskiego, ówczesnego właściciela miejscowych włości. Znacznemu uszkodzeniu świątynia uległa w maju 2011 roku w czasie pożaru. Spłonęło prezbiterium, a częściowemu uszkodzeniu uległy niektóre zabytkowe elementy wyposażenia, w tym najcenniejszy – obraz Matki Boskiej Kretkowskiej. Renowacja i konserwacja wnętrza trwała prawie rok i pozwoliła na odkrycia i ustalenia weryfikujące dotychczasową wiedzę o jej zabytkowym wyposażeniu. Podczas prac konserwatorskich wielu elementom została przywrócona pierwotna kolorystyka, natomiast w przypadku ołtarza głównego i chrzcielnicy został odtworzony pierwotny sposób wykończenia. Podobne zabiegi zostały wykonane przy ambonie, dzięki nim zostały odtworzone dekoracje malarskie i inskrypcje. W czasie prac rekonstrukcyjnych przeprowadzone zostały również badania archiwalne pozwalające na duże poszerzenie wiadomości na temat prawie wszystkich zabytkowych elementów wyposażenia świątyni.